# منتخب أوكرانيا لكرة القاعدة
منتخب أوكرانيا الوطني لكرة القاعدة (بالأوكرانية: Збірна України з бейсболу) هو ممثل أوكرانيا الرسمي في المنافسات الدولية في كرة القاعدة .